# 大西洋党
大西洋党（英語：Atlantica Party）是加拿大新斯科舍省的一个政党。2016年6月28日，新斯科舍省选举机构将大西洋党注册为政党。

## 选举
大西洋党在2017年新斯科舍省大选中提名了15名候选人，这是该党的首次参加竞选。该党共赢得1,632张选票，占全省总票数的0.41%。

## 选举纲领
2017年新斯科舍省大选中，该党提出了以下纲领：
- 消除政府对私营部门的干预（即补贴、贷款）。
- 酒类零售批发市场私有化。
- 降低个人所得税，取消企业和小企业所得税。
- 养老金和薪酬改革。
- 选举改革。[4]

## 领导人
最初的领导人乔纳森·迪恩于2018年1月7日宣布辞职。
瑞安·史密斯于2018年1月16日被正式任命为党的临时领导人，他在2018年1月7日，即迪安辞职的当天接任临时领导人。瑞安·史密斯于2019年4月18日辞去临时领导人职务。托马斯·贝瑟尔于2019年4月23日由该党选举为新的临时领导人。他于2020年3月26日辞职。瑞安·史密斯于2020年3月29日再次当选为临时领导人。

## 相关事件
2018年6月20日，新斯科舍省选举事务首长理查德·坦波拉勒因大西洋党前领导人乔纳森·迪恩非法贷款而分别违反法规第216(3)(a)条和第216(3)(b)条，将该党停止运作。
7月31日，迪恩与新斯科舍省选举机构达成了一项遵守协议。该党于2019年8月7日与新斯科舍省选举机构签署了自己的遵守协议。
2018年8月16日，大西洋党被新斯科舍省选举机构恢复运作。